# Dumblonde (album)
dumblonde è l'omonimo titolo dell'album di debutto del duo di musica dance-pop formato nel 2014 da Shannon Bex e Aubrey O'Day, ex membri delle Danity Kane. L'album è stato pubblicato il 25 settembre 2015 dall'etichetta discografica Double Platinum. L’album debutta alla posizione numero 129 della Billboard 200 vendendo, negli Stati Uniti, oltre cinque mila copie nella prima settimana.

## Background
Shannon Bex e Aubrey O'Day partecipano nel 2013, insieme a Aundrea Fimbres e Dawn Richard, alla reunion delle Danity Kane. Il gruppo torna in studio per registrare il loro terzo album. Il 16 maggio 2014, durante la prima data del nuovo tour della band, tenutosi a San Francisco, Aundrea Fimbres ha annunciato di essere in attesa del suo primo figlio e che non avrebbe continuato a far parte del gruppo. La band continuerà il progetto diventando un trio. La band con la formazione superstite rimarrà insieme per poco tempo ancora, infatti il gruppo si scioglie nuovamente nell'agosto del 2014 a seguito di una forte lite tra Dawn Richard e Aubrey O'Day. L'annuncio viene dato ufficialmente da O'Day e Bex l'8 agosto 2014.
Poco dopo lo scioglimento del gruppo e la pubblicazione del terzo album, intitolato DK3, iniziarono a girare in rete e sui vari social network foto di Bex e O'Day in studio di registrazione. Le due cantanti confermano la nascita del duo durante gli iHeart Radio Music Awards 2015 e il rilascio del loro primo album come duo.

## Accoglienza
| Recensione | Giudizio   |
| ---------- | ---------- |
| Spin       | 7/10       |
| VH1        | Favorevole |

dumblonde è stato accolto in generale positivamente dalla critica. Thomas Inskeep della rivista musicale Spin ha assegnato all'album un punteggio di sette su dieci. Michael Arceneaux di VH1 ha dato un giudizio favorevole dichiarando che «le canzoni divertenti. Spumeggianti. Le canzoni sono splendidamente arrangiate. L'album è più forte di qualsiasi altra cosa pubblicata dalle Danity Kane».

## Singoli
Il gruppo fa il suo debutto ufficiale con la pubblicazione del primo singolo estratto dall’album di debutto. Il singolo, dal titolo White Lightning, viene pubblicato il 17 luglio 2015.  Lo stesso giorno viene pubblicato sul canale YouTube del duo il video ufficiale del singolo.
Dall’album vengono estratti come singoli anche Dreamsicle, Tender Green Life, You Got Me e Carry On pubblicati rispettivamente il 31 luglio 2015,  il 20 agosto 2015, il 25 settembre 2015 e il 2 ottobre 2015.
Il 15 gennaio 2016 viene pubblicato un altro singolo tratto dall'album, il singolo è Remember Me

## Tracce
| #   | Titolo            | Scrittori                                                        | Produttori        | Durata |
| --- | ----------------- | ---------------------------------------------------------------- | ----------------- | ------ |
| 1.  | White Lightning   | Shannon Bex, Aubrey O'Day, Candice Pillay                        | Dem Jointz, R8DIO | 4:03   |
| 2.  | Eyes On Horizon   | Shannon Bex, Aubrey O'Day, Candice Pillay                        | Dem Jointz, R8DIO | 3:21   |
| 3.  | Love Blind        | Shannon Bex, Aubrey O'Day, Candice Pillay                        | Dem Jointz, R8DIO | 4:00   |
| 4.  | Tender Green Life | Shannon Bex, Aubrey O'Day, Candice Pillay                        | Dem Jointz, R8DIO | 3:07   |
| 5.  | Remember Me       | Shannon Bex, Aubrey O'Day, Candice Pillay                        | Dem Jointz, R8DIO | 4:01   |
| 6.  | You Got Me        | Shannon Bex, Aubrey O'Day, Candice Pillay                        | Dem Jointz, R8DIO | 3:38   |
| 7.  | Waiting On You    | Shannon Bex, Aubrey O'Day, Candice Pillay                        | Dem Jointz, R8DIO | 2:50   |
| 8.  | Yellow Canary     | Shannon Bex, Aubrey O'Day, Candice Pillay                        | Dem Jointz        | 3:33   |
| 9.  | Dreamsicle        | Julian Lowe, Travis Garland, Troy "R8DIO" Johnson, Hayley Steele | Dem Jointz        | 3:51   |
| 10. | Take Away         | Shannon Bex, Aubrey O'Day, Candice Pillay                        | Dem Jointz        | 4:13   |
| 11. | Carry On          | Shannon Bex, Aubrey O'Day, Candice Pillay                        | Dem Jointz        | 2:47   |

## Crediti
- Compositori - Shannon Bex, Aubrey O'Day, Candice Pillay, Julian Lowe, Travis Garland, Troy "R8DIO" Johnson, Hayley Steele
- Produttori - R8DIO, Dem Jointz
- Coro - Shannon Bex, Aubrey O'Day
- Registrazione - R8DIO, Dem Jointz

## Successo commerciale
L’album debutta alla posizione numero 129 della Billboard 200 vendendo, negli Stati Uniti, oltre cinque mila copie nella prima settimana. Nelle settimane successive l'album raggiunge la posizione numero 1 della US Heatseekers Albums e la posizione numero 3 della US Top Dance/Electronic Albums. L'album vende oltre 10 000 copie.

## Classifiche
| Classifica (2014)              | Posizione massima |
| ------------------------------ | ----------------- |
| US Billboard 200               | 129               |
| US Heatseekers Albums          | 1                 |
| US Top Dance/Electronic Albums | 3                 |
| US Top Album Sales             | 59                |
| US Digital Albums              | 26                |
| US Independent Albums          | 14                |

## Date di pubblicazione
| Nazione     | Data              | Formato           | Etichetta       |
| ----------- | ----------------- | ----------------- | --------------- |
| Stati Uniti | 25 settembre 2015 | Download digitale | Double Platinum |